# Reial Societat Matemàtica Espanyola
La Reial Societat Matemàtica Espanyola (RSME) és una associació les finalitats de la qual, tal com es recullen en els seus estatuts, són la promoció i divulgació de la Ciència Matemàtica i les seves aplicacions i el foment de la seva recerca i del seu ensenyament en tots els nivells educatius.

## Història
La RSME va ser fundada en 1911 per un grup de matemàtics, entre els quals es trobaven Luis Octavio de Toledo y Zulueta i Julio Rey Pastor, amb el nom de Societat Matemàtica Espanyola. La iniciativa va sorgir al primer congrés de l'Associació Espanyola per al Progrés de la Ciència (AEPC), on es va plantejar la conveniència de constituir una societat de matemàtiques.
Al llarg dels seus més de 100 anys ha passat per diverses etapes de major o menor activitat. Des de 1996, es troba en un dels seus períodes més actius, comptant l'agost de 2005 amb 1.700 socis entre els quals hi ha socis individuals, i també socis institucionals com, per exemple, facultats i departaments universitaris i instituts de batxillerat.
Té convenis de reciprocitat amb gran nombre de societats matemàtiques de tot el món. És una de les societats que forma part del Comitè Espanyol de Matemàtiques i és membre institucional de la European Mathematical Society (EMS) i de la Confederació de Societats Científiques Espanyoles (COSCE).
Des del 2015 la RSME està presidida per Francisco Marcellán Español, i des del 2017 Clara Grima és la presidenta de la Comissió de Divulgació.

## Presidents
- José Echegaray y Eizaguirre: 1911-1916
- Zoel García de Galdeano: 1916-1920
- Leonardo Torres Quevedo: 1920-1924
- Luis Octavio de Toledo y Zulueta: 1924-1934
- Julio Rey Pastor: 1934-1934
- Juan López Soler: 1935-1937
- José Barinaga: 1937-1939
- Juan López Soler: 1939-1954
- Julio Rey Pastor: 1955-1961
- Albert Dou i Mas de Xexàs: 1961-1963
- Francisco Botella: 1963-1970
- Enrique Linés Escardó: 1970-1976
- José Javier Etayo Miqueo: 1976-1982
- Pedro Luis García Pérez: 1982-1988
- José Manuel Aroca: 1988-1996
- Antonio Martínez Naveira: 1996-2000
- Carlos Andradas Heranz: 2000-2006
- Olga Gil Medrano: 2006-2009
- Antonio Campillo López: 2009-2015
- Francisco Marcellán Español: 2015-

## Activitat
La RSME col·labora activament amb altres societats científiques d'Espanya en diverses activitats com va ser la celebració, en el 2000, de l'Any Mundial de les Matemàtiques, la preparació de la candidatura espanyola i posterior organització del Congrés Internacional de Matemàtiques (ICM) que es va celebrar a l'agost de 2006 a Madrid i els treballs de la Ponència del Senat sobre l'ensenyament de les ciències a l'educació secundària (curs 2003-04).
La RSME realitza, a través de les seves diferents comissions, informes sobre temes com la situació de la recerca matemàtica a Espanya, els problemes de l'ensenyament de les matemàtiques al batxillerat, la situació de les matemàtiques amb relació a l'espai europeu d'educació superior, les sortides professionals i la participació de la dona en la recerca matemàtica.
A més, està involucrada en projectes de cooperació internacional: digitalització de la literatura matemàtica, suport de les matemàtiques a Amèrica Llatina, entre d'altres. La societat va organitzar la primera Trobada de Societats Llatinoamericanes de Matemàtiques que va tenir lloc al setembre de 2003 a Santiago de Compostel·la, un dels resultats de les quals va ser la creació de la Xarxa d'Organitzacions Llatinoamericanes de Matemàtiques.

### Activitats fixes
Entre les activitats fixes de la RSME podem destacar:
- Organitzar anualment, des de 1964, l'Olimpíada Matemàtica Espanyola: competició en la qual se seleccionen i preparen els estudiants de batxillerat que formen l'equip espanyol que participa en l'Olimpíada Matemàtica Internacional i en la Iberoamericana. En 2004 es va organitzar a Castelló la fase final de l'Olimpíada Matemàtica Iberoamericana, i en 2008 es va celebrar a Madrid la fase final de l'Olimpíada Matemàtica Internacional.
- Congressos que se celebren amb periodicitat aproximadament biennal. En ells es programen conferències plenàries dirigides a una àmplia audiència així com sessions especials més especialitzades sobre temes concrets de la recerca a les diferents àrees de les matemàtiques i les seves aplicacions, incloent la història i la didàctica de les matemàtiques. Entre els més destacats, al juny de 2003 es va celebrar a Sevilla el primer congrés conjunt amb l'American Mathematical Society, al febrer de 2005 es va celebrar a València el primer congrés conjunt organitzat col·laboració amb la Societat Espanyola de Matemàtica Aplicada, la Societat d'Estadística i Recerca Operativa i la Societat Catalana de Matemàtiques, en 2007 es va celebrar a Saragossa el primer congrés conjunt amb la Société Mathématique de France, en 2009 va tenir lloc a Oaxaca la primera trobada conjunta amb la Societat Matemàtica Mexicana, que se celebra bianualment des de llavors, i en 2011 es va celebrar en Àvila en congrés commemoratiu del centenari de la RSME.
- Premi per a joves investigadors en matemàtiques "José Luis Rubio de Francia". La primera edició va ser l'any 2004 i es concedeix anualment.
- Premis de recerca matemàtica Vicent Caselles
- Jornades Científiques: s'organitzen dos o tres a l'any sobre temes de recerca específics amb un dia de durada (dues com a màxim) en diferents universitats, han tingut lloc per exemple en Saragossa, Salamanca, Cantàbria, Barcelona, Sevilla, Elx, Alacant, Politècnica de Catalunya i La Rioja.
- Escola d'estiu de recerca matemàtica "Lluís Santaló". Se celebra en la Universitat Internacional Menéndez Pelayo des de 2002.
- Escola d'Educació Matemàtica "Miguel de Guzmán", celebrada per primera vegada en 2005 en La Corunya.
- La pàgina web Divulgamat Arxivat 2017-09-12 a Wayback Machine. és un centre virtual de divulgació de les Matemàtiques.

### Publicacions
- Publicacions periòdiques: els socis reben trimestralment La Gaceta de la RSME Arxivat 2015-02-23 a Wayback Machine. que es publica des de 1998, una revista de variat contingut matemàtic. A més, s'envia setmanalment un Boletín Arxivat 2016-03-26 a Wayback Machine. electrònic amb les notícies més destacades. Des d'abril de 2005 fins a octubre de 2007 va formar part de les publicacions d'aquesta societat la revista electrònica Matematicalia, orientada a la divulgació matemàtica.
- Publicacions no periòdiques: entre les publicacions no periòdiques destaquen les edicions facsimilares de les obres Introductio in Analisin infinitorum, de Leonhard Euler, i De analysi per aequationes numero terminorum infinitas, d'Isaac Newton, ambdues amb traducció comentada al castellà. També té una altra sèrie, "Publicaciones de la Real Sociedad Matemática Espalola" Arxivat 2006-05-04 a Wayback Machine., consistent en proceedings de congressos que afavoreix la RSME.
- La RSME publica col·leccions de llibres, textos científics i de divulgació, en col·laboració amb editorials i societats científiques, i una revista de recerca, la Revista Matemática Iberoamericana. Tot per combatre la fòbia a les matemàtiques.